# Cantó d'Auneuil
El cantó d'Auneuil és un cantó francès del departament de l'Oise, situat al districte de Beauvais. Té 20 municipis i el cap és Auneuil.

## Municipis
- Auneuil
- Auteuil
- Beaumont-les-Nonains
- Berneuil-en-Bray
- Frocourt
- La Houssoye
- Jouy-sous-Thelle
- Le Mesnil-Théribus
- Le Mont-Saint-Adrien
- La Neuville-Garnier
- Ons-en-Bray
- Porcheux
- Rainvillers
- Saint-Germain-la-Poterie
- Saint-Léger-en-Bray
- Saint-Paul
- Troussures
- Valdampierre
- Villers-Saint-Barthélemy
- Villotran

## Història
| Data d'elecció                           | Identitat    | Partit                               | Qualitat |
| ---------------------------------------- | ------------ | ------------------------------------ | -------- |
| 1945-1970                                | M. Colombier | RPF, després UNR, després UDR        |          |
| 1970-2001                                | Jean Guludec | Divers gauche, després divers droite |          |
| 2001-                                    | Bruno Oguez  | Divers droite, després UMP           |          |
| les dades anteriors no són pas conegudes |              |                                      |          |
|                                          |              |                                      |          |

## Demografia
| A partir de 1990: Població sense dobles comptes |